# Hell-Volhard-Zelinsky-Reaktion
Die Hell-Volhard-Zelinsky-Reaktion oder auch Zelinsky-Reaktion ist eine Namensreaktion in der organischen Chemie. Bei dieser nach Carl Magnus von Hell (1849–1926) (Veröffentlichung 1881), Jacob Volhard und Nikolaj Dimitrievic Zelinskij (Erweiterung der Reaktion 1887) benannten Reaktion wird ein Wasserstoffatom am  α-Kohlenstoffatom einer Carbonsäure durch ein Halogen (zumeist Brom) ersetzt.

## Übersichtsreaktion

R^{1} = Alkylgruppe; R^{2} = Wasserstoff, Alkylgruppe

Dabei wird die Carbonsäure mit einem Halogen und einer katalytischen Menge eines Phosphorhalogenids versetzt. Es entsteht eine α-Halogencarbonsäure. Wenn man z. B. Brom und katalytische Mengen PBr3 einsetzt, erhält man eine α-Bromcarbonsäure (2-Bromcarbonsäure):

## Mechanismus
Der Mechanismus wird hier anhand der Reaktion einer Carbonsäure mit Phosphor(III)-bromid und Brom veranschaulicht:

R^{1} = Alkylgruppe; R^{2} = Wasserstoff, Alkylgruppe

Die Carbonsäure 1 reagiert mit  Phosphortribromid (2) über einen Zwischenschritt zu einem Carbonsäurebromid 3. Dieses tautomerisiert zur Enolform 4. Bei der Reaktion mit Brom bildet sich unter Abspaltung von Bromwasserstoff ein α-Bromcarbonsäurebromid 5. Die Carbonylgruppe in 5 wird nun von einem Wassermolekül angegriffen. Über die Zwischenstufe 6 entsteht die α-Bromcarbonsäure 7 – wobei Bromwasserstoff abgespalten wird.

### Anwendungen
Aus α-Halogencarbonsäure lassen sich diverse Derivate herstellen:
- α-Hydroxysäuren durch eine Reaktion mit Natriumhydroxid
- α-Aminosäuren durch eine Reaktion mit Ammoniak
- Malonsäurederivate durch Reaktion mit Natriumcyanid und anschließender Hydrolyse des Nitrils